# Le Petit Étranger
Pour plus de détails, voir Fiche technique et Distribution.
Le Petit Étranger (Al gharib al saghir) est un film libanais réalisé par Georges Nasser, sorti en 1962.

## Fiche technique
- Titre original : Al gharib al saghir
- Titre français : Le petit étranger
- Réalisation : Georges Nasser
- Pays d'origine : Liban
- Format : Noir et blanc - 35 mm - 1,37:1 - Mono
- Genre : drame
- Date de sortie :
  - France : mai 1962 (Festival de Cannes 1962)

## Distribution
- Gaston Chikhani :
- Shakib Khouri :
- Suzette Stellwy :

## Distinction

### Sélection
- Festival de Cannes 1962 : sélection en compétition officielle